# 시칠리아 백국
시칠리아 백국(Contea di Sicilia)은 1071년에서 1130년까지 시칠리아와 몰타에 있던 노르만계 국가이다. 백국은 무슬림 국가들에 대한 기독교도들의 시칠리아 재정복 기간 동안 세워졌다. 백국은 게다가 시칠리아의 역사에 있어서 전이적인 기간이기도 하다. 무슬림들이 패배하고 노르만의 군사력에 추방당하거나 복속당한 후, 전이의 기간이 백국과 시칠리아에 열리게 되었다.

## 역사
시칠리아 백국은 1071년 로베르 기스카르가 그의 동생 로제 보소를 위해 세워졌다. 기스카르 그 스스로도 시칠리아의 무슬림들을 정복하는 것을 격려하는 교황 니콜라오 2세로부터 1059년에 시칠리아 공작(dux Siciliae)이라는 칭호를 수여받았었다. 1061년에 최초의 노르만의 영구적 정복(메시나)이 이뤄지고 토호국의 수도이자 미래의 백국의 수도인 팔레르모 함락 후인 1071년에 기스카르는 로제에게 백작이라는 칭호와 그가 소유했던 팔레르모의 절반과 메시나, 발데모네를 제외한 시칠리아 섬에 대한 관할권 전체를 주며 투자하였다. 로제는 기스카르 밑에서 미정복지를 차지하며 백국을 통치했다. 1091년 2월 노토가 함락되며 시칠리아 정복이 완료되었다. 몰타 정복은 그보다 후에 이뤄져, 아랍인들의 행정력이 축출된 1127년에 완료됐다.
로베르 기스카르는 아풀리아와 칼라브리아 공국에 대한 그의 후계자들간의 문제로 로제 곁을 떠났다. 루지에로 2세와 기욤 2세 통치 시기 동안 각각 로제와 로베르계의 사촌들의 두 노르만 대공국간의 분쟁이 발발하였다. 교황 갈리스토 2세의 중재와 그에 대한 답례로 1121년 자식이 없었던 기욤이 루지에로를 후계자로 임명하고 그의 모든 영토를 그에게 넘겨주자사, 아리아노의 주르댕이 일으킨 반란을 진압하는데 도왔다.
기욤이 1127년에 사망하자, 루지에로는 본토의 공국을 상속받았고 3년 뒤인 1130년에 팔레르모를 받았으며, 그는 교황 아나클레토 2세의 승인으로 그의 모든 영지를 통합하여 시칠리아 왕국을 세웠다.

## 같이 보기
- 시칠리아 왕국